# Aeroportul Bareilly
Aeroportul Bareilly (IATA: BEK, ICAO: VIBY) este un aeroport din Izzatnagar⁠(d), India. Aeroportul a fost tranzitat în decembrie 2022 de 10.396 de pasageri.
Situat la o altitudine de 176 m, aeroportul dispune de o singură pistă. Este operat de Indian Air Force⁠(d).